# کاکنشتورف
کاکنشتورف (به آلمانی: Kakenstorf) یک شهر در آلمان است که در Tostedt واقع شده است. کاکنشتورف ۱٬۳۸۰ نفر جمعیت دارد.